# Scytodes cedri
Scytodes cedri är en spindelart som beskrevs av William Frederick Purcell 1904. Scytodes cedri ingår i släktet Scytodes och familjen spottspindlar. Inga underarter finns listade i Catalogue of Life.